# Parafia Wniebowzięcia Najświętszej Maryi Panny w Rzeszowie
Parafia Wniebowzięcia Najświętszej Maryi Panny w Rzeszowie – parafia znajdująca się w diecezji rzeszowskiej w dekanacie Rzeszów Fara. Erygowana w 1970. Mieści się przy ulicy Sokoła. Kościół parafialny, murowany, zbudowany w latach 1610–1629.

## Historia
15 sierpnia 1513 roku Jakubowi Ado objawiła się Matka Bożą. Następnie w tym cudownym miejscu dla figury Matki Bożej zbudowano drewnianą kapliczkę. W latach 1531–1536 dla pielgrzymów zbudowano drewniany kościół. W latach 1610–1629 Mikołaj  Spytek Ligęza zbudował murowany kościół i klasztor. 25 marca 1629 roku ks. kan. Bartłomiej Robakowski dokonał wprowadzenia Bernardynów do kościoła i klasztoru. 8 września 1763 roku abp lwowski  Wacław Hieronim Sierakowski dokonał koronacji figury Matki Bożej. Z powodu kradzieży koron odbyły się dwie rekoronacje (8 września 1865, 8 września 1898). 
W 1970 roku dekretem bpa Ignacego Tokarczuka przy klasztorze OO. Bernardynów w Rzeszowie została erygowana parafia. 15 sierpnia 1999 roku bp Kazimierz Górny, ogłosił Matkę Bożą Rzeszowską patronką Rzeszowa. 12 września 2008 roku decyzją Kongregacji ds. Kultu Bożego i Dyscypliny Sakramentów ustanowiono święto Matki Bożej Rzeszowskiej. 12  września 2008 roku kościół pw. Wniebowzięcia Najświętszej Maryi Panny w Rzeszowie i Sanktuarium Matki Bożej Rzeszowskiej, otrzymały tytuł „bazyliki mniejszej”. 12 września 2013 abp Mieczysław Mokrzycki na figurę Matki Bożej nałożył nowe korony.
Na terenie parafii jest 3 565 wiernych.